# Општина Ваља Макришулуј (Јаломица)
Ваља Макришулуј (рум. Valea Măcrişului) општина је у Румунији у округу Јаломица.
Oпштина се налази на надморској висини од 60 m.